# Bernard Deschamps
Bernard Deschamps (* 29. Mai 1944 in Lorient) ist ein ehemaliger französischer Eishockeytorwart.

## Karriere
Mit dem Chamonix Hockey Club wurde Bernard Deschamps in der Saison 1978/79 Französischer Meister. In der folgenden Spielzeit wurde er zudem mit seiner Mannschaft Vizemeister. In der Ligue Magnus, der höchsten französischen Spielklasse, gehörte er Ende der 1970er und Anfang der 1980er Jahre zu den besten Torwarten der Liga und wurde in den Jahren 1979, 1980 und 1981 gleich drei Mal in Folge mit der Trophée Jean Ferrand als bester Torwart der Liga ausgezeichnet. 

### International
Für Frankreich nahm Deschamps an den Olympischen Winterspielen 1968 in Grenoble teil, bei denen er mit seiner Mannschaft den 14. und somit letzten Platz belegte. Im Turnierverlauf kam er zu drei Einsätzen. 

## Erfolge und Auszeichnungen
- 1979 Französischer Meister mit dem Chamonix Hockey Club
- 1979 Trophée Jean Ferrand
- 1980 Französischer Vizemeister mit dem Chamonix Hockey Club
- 1980 Trophée Jean Ferrand
- 1981 Trophée Jean Ferrand
- 2011 Aufnahme in den Temple de la renommée du hockey français